# Konstanty Wolicki (1805–1863)
Konstanty Wolicki (ur. w 1805 w Kowalu na Kujawach, zm. w 1863 tamże) – polski kompozytor, uczestnik powstania listopadowego, zesłaniec.
Syn Macieja, szambelana Stanisława Augusta Poniatowskiego i Agnieszki ze Skarbków. Był bratem stryjecznym przemysłowca Konstantego Wolickiego i krewnym hrabiego Fryderyka Skarbka. Studiował na Uniwersytecie Krakowskim, w 1821 roku zapisał się na Wydział Prawa i Administracji Uniwersytetu Warszawskiego. Muzyk i kompozytor wykształcony w konserwatorium paryskim. 
Po stłumieniu powstania emigrował do Prus, gdzie przez 9 miesięcy przebywał we Wrocławiu. Na mocy amnestii powrócił do kraju w 1832 roku. W 1833 roku pomógł w ukryciu i ucieczce członkowi wyprawy Zaliwskiego, za co został aresztowany i uwięziony. Na wniosek Komisji Śledczej z 4 grudnia 1833 roku został oddany pod sąd wojskowy i skazany z utratą praw stanu na osiedlenie na Syberii. Pobyt w Cytadeli Warszawskiej i swoją drogę kibitkami do Tobolska opisał we Wspomnieniach (Lwów 1876). 
Generał-gubernator Syberii Zachodniej Weljaminow, znajomy jego ojca, zatrzymał go w Tobolsku, gdzie objął kapelmistrzostwo tamtejszej orkiestry. W 1839 roku jako szef orkiestry przeniesiony do Omska. Prawdopodobnie bezpodstawnie oskarżony o związki z tzw. spiskiem omskim. Z braku dowodów wyłączony ze śledztwa. W 1840 roku uzyskał Najwyższą Nagrodę na powrót do Królestwa Polskiego.
W 1840 roku objął podobno zarząd warzelni soli w Ciechocinku. W latach 1846–1855 był sekretarzem prezydialnym Dyrekcji Ubezpieczeń w Warszawie, członek Rady Opiekuńczej Instytutu Moralnie Zaniedbanych Dzieci. W 1857 roku powołany na sędziego do specjalnych poruczeń Komisji Rządowej Sprawiedliwości. 
Skomponował Requiem, pieśni ukraińskie, był autorem przeróbek dzieł Ludwiga van Beethovena. Autor jednoaktowych wodewilów Udacznyj wystrieł ili Gussar uczitiel (1836) i Sybirskij dzień (1837).